# 朝山氏
朝山氏（あさやまし）は、出雲国神門郡朝山郷を拠点とした武家。江戸時代以降は代々九条家の家司を務めた。

## 概要
『地下家伝』に記された朝山氏の系譜は天忍日命-道日命-武日命-武以連-室屋大連-談連-金村大連-狭手彦連-糠手子連-毗邏夫連-齧連-鯨連-馬飼-直蘆-狛連-稲積-友国連-馬来田連-大国-資連-安麻呂-御行連-国麿-杜屋連-犬養連-手柏宿禰-子君-博麻となっている。そして、博麻から足利尊氏に仕えた朝山景連までの系譜は不明であると記されている。加えて朝敵の某を討ったことで大伴姓を改め勝部姓を賜ったとされる。また、朝山二郎左衛門尉に宛てた鎌倉幕府第8代将軍・久明親王や執権・北条相模守貞時、連署・武蔵守時村の奉書が伝来していたが、二郎左衛門尉の実名は不明としている。
他にも、平経高が記した『平戸記』の仁治3年（1242年）12月26日条によれば、勝部昌綱が出雲大社の造営費用を納めたこと（杵築社功）により右衛門尉に任官されている。また、建長元年（1249年）の「出雲国杵築社造営所注進書」には右衛門尉勝部昌綱の名前が見える。
朝山二郎景連は、左衛門尉と出雲権守に任じられたとされる。また、九条家諸大夫を代々務めた朝山氏には、足利尊氏によって
- 伯耆国関庄・出雲国長田東郷地頭職を勲功のために宛てがわれたこと
- 備後国闕所や在京人の所領などを横領した「丹波国の凶徒」を誅伐したこと
- それに対する忠賞のこと
- 安芸国にて軍忠があったこと

に対する尊氏の判書や高師泰からの感状が伝来していたとされる。
景連の子・朝山義景は、右衛門尉・肥前守・安芸守に任じられた。また、足利義詮から
- 出雲国多文郷惣領地頭職を勲功によって宛てがわれたこと
- 同国安田庄・東長田郷・朝山郷などが勲功によって宛てがわれたこと
- 同国俊広庄の半分の地頭職が朝山貞景（義景の弟）の討死によって宛てがわれたこと
- 同国同庄の半分の地頭職が義元（義景の弟）の討死によって宛てがわれたこと

を証明する下文が伝来していたという。。
義景の子・朝山師綱は左衛門尉・出雲守・安芸守に任じられ、梵灯と名乗ったという。また、足利義満による
- 出雲国多文郷惣領地頭職に安田庄を加えること
- 伊勢国尼寺田郷・岩田郷などを出雲国長田東郷・三沢郷と交換して充てがうこと
- 肥後国の相良近江守の名跡を継承すること

を証明する判書が伝来していたという。加えて、師綱の霊は北野天満宮末社の煙宮に祀られたこと、至徳2年（1385年）1月に二条摂政良基公の邸宅で開催された連歌会に参加した際の懐紙や文書も伝来していたとされる。
師綱の子・朝山清綱は応永19年（1412年）3月6日に肥前守に任じられている。また、出家して禅朝を名乗った。清綱の子・朝山信綱は、嘉吉3年（1444年）12月25日に左衛門少尉に任じられ、出家し性鋭を名乗った。信綱の子・朝山二郎重綱は左衛門尉に任じられた。
重綱の子・朝山利綱は、実父が白川富秀（花山源氏流白川家、実父は唐橋在治）であり、13歳の時に出雲国に下向し朝山氏を相続し、左衛門少尉に任じられ、永正11年（1514年）5月21日には安芸守に任じられた。また、利綱は尼子経久の家臣となっており、大永3年（1523年）6月、出雲大社の会祭礼を尼子経久に報告している。

利綱の子・朝山慶綱は兵部大輔に任じられ、その弟・綱忠は慶綱が戦死したために家督を継承し、越前守に任じられている。また、正親町天皇の御宇、永正17年（1520年）5月21日には恵美山城を攻め落とした功績によって岡見八幡神社に祀られたという。綱忠の子は朝山善茂。
善茂の子・朝山久綱（初名資綱）は天正2年（1574年）4月25日に従五位下・宮内少輔に叙任された。後に出家して怡斉を名乗った。久綱の頃には、代々継承していた出雲国朝山郷が兵乱によって荒れ果てたため、織田信長によって山城国柳原の地を充てがわれ、さらに天正13年（1585年）には同国西院村を賜ったという。
久綱の子・朝山幸綱は天正（1585年）9月27日には従五位下・宮内少輔に任じられた。また、慶長6年（1601年）3月27日には後陽成院に北面武士となり院に昇殿することを許可され、翌月には御剣を賜っている。慶長14年（1609年）1月6日には34歳で従五位上に叙された。
幸綱の子・朝山吉信は北面に昇殿することを許され、慶長17年（1612年）8月21日に勝部姓を改めて源氏を本姓としている。また、九条家の家司を務めた。